# Hydrobiosella corinna
Hydrobiosella corinna är en nattsländeart som beskrevs av Arturs Neboiss 1977. Hydrobiosella corinna ingår i släktet Hydrobiosella och familjen stengömmenattsländor. Inga underarter finns listade i Catalogue of Life.